# 렌타 콩헬라다
《렌타 콩헬라다》(스페인어: Renta congelada)은 멕시코의 시트콤이다.